# Retaule de la Mare de Déu, sant Agustí i sant Nicolau de Tolentino
El Retaule de la Mare de Déu, sant Agustí i sant Nicolau de Tolentino és un retaule gòtic fet a l'oli, tremp i daurat amb pa d'or sobre fusta, obra d'Antoine de Lonhy, realitzat cap al 1461-1462 per al monestir dels agustinians de la Domus Dei de Miralles (Castellví de Rosanes, Baix Llobregat).
El cos del retaule es troba al Museu Nacional d'Art de Catalunya i dues taules de la predel·la estan al museu del Castell de Peralada.

## Història
El retaule va ser un encàrrec per al monestir agustinià de Domus Dei de Miralles, a Castellví de Rosanes, Baix Llobregat. Antoine de Lonhy, d'origen francès, va viatjar força durant la seva carrera professional i després d'un període probablement formatiu a Borgonya en la dècada de 1440, el següent destí documentat va ser Barcelona, a partir de 1460.
D'aquest període a Catalunya només es coneixen dues obres: la rosassa de la basílica de Santa Maria del Mar, que s'havia esfondrat pels terratrèmols de 1428. L'altra, és el retaule del Domus Dei de Miralles, datat just després de l'obra de Santa Maria del Mar, aproximadament entre 1461-1462.
Tot i no haver documentació de l'encàrrec d'aquesta obra, es considera que podria haver estat finançada pel blanquer Bertran Nicolau, fill homònim del mercader que havia finançat la fundació del monestir el 1414 i en el qual va ser enterrat. Nicolau pare també havia finançat el monestir de Sant Jeroni de la Murtra.
La relació de Bertran Nicolau amb l'obra es justifica per les sigles "BN" a la taula central, on està el comitent agenollat als peus de la Mare de Déu. Per tant, podria tractar-se d'un retaule per a la capella on tingués la sepultura el creador del monestir.
Amb tot, el pagament a l'artista no va ser fet pel comitent, sinó per Mateu Rella, provincial de l'orde dels agustins. El 1462 restava encara un pagament reconegut de 22 lliures que Lonhy va endossar al brodador Antoni Sadurní per liquidar uns pagaments pendents amb ell, quan va marxar a Savoia.
La primera documentació descriptiva que es disposa és de Gaietà Barraquer i Roviralta qui, el 1901, el va descriure quan encara estava al monestir pel qual va ser creat. El mateix autor afirmava que el 1910 ja estava en mans privades, en casa de Josep Garcia Peñasco.

## Descripció
El retaule té dos pisos més una predel·la, actualment separada, i tres carrers. Aparentment li manca un coronament que podia haver estat un àtic o tan sols una decoració amb un guardapols o similar.
El carrer esquerre està dedicat a sant Agustí d'Hipona:
- Al pis superior es representa l'escena de sant Agustí investint un novici. A més del sant i el novici, a l'escena hi ha deu monjos agustins amb el seu hàbit negre i un altre novici esperant el seu torn. Molts personatges per a una taula relativament estreta la qual cosa comporta una certa complexitat per a aconseguir sensació de perspectiva.

- Al pis inferior, es mostra la imatge de cos sencer de sant Agustí com a doctor de l'Església. Porta una mitra com a bisbe d'Hipona i, com a atribut sosté una maqueta d'església a la mà esquerra.

El carrer central està dedicat a la Mare de Déu, la figura central del retaule.
- Al pis superior hi ha representada una Epifania o Adoració dels Reis Mags al Nen Jesús. L'escena es desenvolupa a l'exterior d'un pessebre. A dins, al centre de l'escena, està sant Josep representat sense nimbe; darrere seu es veuen el bou i de la mula del Naixement. Fora del pessebre, el centre de l'escena el marca el rei Melcior, el rei més ancià que roman agenollat davant de la verge Maria i el nadó, que ocupen la meitat dreta de l'escena. La seva corona està a terra i està oferint un copó daurat al Nen Jesús qui s'acosta a tocar el seu contingut. Darrere Melcior, en segon terme, estan dempeus els altres dos reis sostenint a la seva mà un copó daurat amb les ofrenes. Tot i estar datat a finals del segle xv, els reis mags encara representen les tres edats de l'home, no les diferents races, un canvi de la iconografia representant la pluralitat ètnica que va començar a partir del segle xv.[6] La Mare de Déu es troba a l'extrem dret vestida amb túnica de vellut gofrat i un mantell blau, color tradicional de la Verge.

- La taula del pis inferior és la figura central: la Mare de Déu amb el Nen. És una imatge en Sedes sapientiae, que simbolitza l'Església basada en la saviesa divina. La Mare de Déu mira dolçament el Nen Jesús que sosté nu sobre la seva falda. El Nen està inclinat dirigint la seva mà dreta cap a la figura del comitent que està agenollat en oració al costat esquerre de l'escena. El tron on està asseguda la Mare de Déu té dos grans braços on es recolzen sengles àngels que observen l'escena. Des del respatller i cobrint els personatges principals hi ha un dosser folrat en tela vermella amb una inscripció a la part frontal que conté l'inici de la Salve Regina «SALVE REHINA MATER MISERlCORDIE [V]ITA [DULCEDO] ET SPES NOSTRA SALVE. AD TE CLAMA[MUS]». Dins l'escut que hi ha a la part baixa de la taula central apareixen les lletres «bn», inicials del comitent, Bertran Nicolau.

El carrer dret està dedicat a sant Nicolau de Tolentino:
- La taula superior representa la missa de sant Nicolau de Tolentino en sufragi de les ànimes del purgatori. Nicolau tenia una gran devoció pels que feia poc que havien mort, pregant per les seves ànimes. Era un reconegut exorcista.[7] La temàtica de la missa a favor de les ànimes del purgatori és similar a la missa de sant Gregori, més habitual en la pintura del regne d'Aragó,[8] si bé la iconografia és força diferent.

- La taula del primer pis mostra sant Nicolau de Tolentino vestit amb l'hàbit agustinià, llegint un llibre i amb uns lliris a la mà. Aquest retaule és una de les primeres representacions del sant de Tolentino després de la seva canonització el 1446.[8]

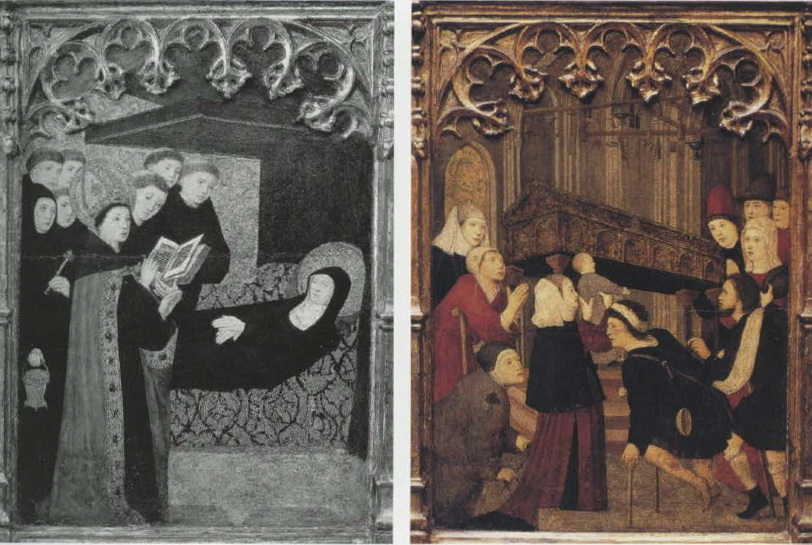
Dues taules de la mort de santa Mònica al Museu del Castell de Peralada

### Predel·la
De les tres taules de la predel·la, la central està perduda i les dos laterals es troben al museu del Castell de Perelada.
La taula esquerra, és a dir, la del carrer dedicat a la figura de sant Agustí, representa la mort de santa Mònica, mare de sant Agustí.
La taula dreta representa els miracles davant la tomba de Nicolau de Tolentino.